# Eochaid mac Domangairt
Eochaid mac Domangairt (... – attorno al 697) regnò sulla Dál Riata (odierna Scozia occidentale) attorno al 697.

## Biografia
Era membro dei Cenél nGabráin, presunti discendenti di Domangart mac Domnaill e padre di Eochaid mac Echdach. Anche Alpín mac Echdach potrebbe essere stato figlio di Eochaid. Viene menzionato nelle liste reali della Dál Riata, nei Duan Albanach e nei Sincronismi di Flann Mainistrech. L'uccisione di Eochu nepos Domnaill, Eochaid nipote di Domnall Brecc, viene collocata dagli Annali dell'Ulster nel 697.